# Tim Wu
Tim Wu é um acadêmico norte-americano, professor da Columbia Law School, antigo membro do grupo de reforma Free Press e um contribuidor regular da revista The New Yorker. É muito renomado pelo seu trabalho sobre neutralidade da rede no seu artigo Network Neutrality, Broadband Discrimination, popularizando o conceito através da sua contribuição com a lei de neutralidade da rede de 2010. Wu também contribuiu significativamente com as políticas de comunicação sem fio, notavelmente com sua contribuição "Carterfone".
Wu é um estudioso das indústrias de mídia e tecnologias, e seus estudos incluem  leis antitruste, copyright e leis de telecomunicações. Em 2013, ele foi nomeado pelo  National Law Journal como um dos 100 advogados mais influentes dos Estados Unidos. Também foi nomeado pela Scientific American como uma das 50 pessoas do ano em 2006 e em 2007 recebeu uma nomeação através da revista 02138 dos 100 graduados mais influentes formados pela Harvard University. Seu livro The Master Switch (publicado no Brasil sob o título Impérios da Comunicação) foi  considerado um dos melhores livros em 2010 pela revista The New Yorker e Fortune e outras revistas.
De 2011 para 2012 Wu participou como consultor sênior para a Comissão de Comércio Federal dos Estados Unidos. Wu foi candidato em 2014  a vice-governador do Estado de Nova Iorque pelo Partido Democrata.

## Carreira Acadêmica
Wu se graduou pela McGill University em 1995, com um Bacharelado em bioquímica e recebeu sua licenciatura em Direito pela Harvard Law School em 1998. Em Harvard, ele se concentrou em estudos na área de Copyright. Trabalhou no Departamento de Justiça dos Estados Unidos após se graduar, e estagiou na sétima corte de appeals em 1998-1999. Wu também estagiou pela corte suprema dos Estados unidos em 1999-2000. Após seus estágios, Wu trabalhou na Riverstone Networks, Inc. de 2000 a 2002, consequentemente começou sua carreira acadêmica pela University of Virginia School of Law
Wu foi professor associado de direito na University of Virginia de 2002 a 2004, professor visitante na Columbia Law School em 2004. Professor visitante pela Chicago Law School e Stanford Law School em 2005. Em 2006 se tornou um professor emérito na Columbia Law School e iniciou o projeto Posner, um banco de dados com todas as opiniões legais de Richard Posner. Wu citou Posner como o maior "jurista" que já viveu nos Estados Unidos.

## Influência
Wu foi creditado por popularizar o conceito de neutralidade da rede em 2003, seu artigo considerou neutralidade da rede em termos de neutralidade entre aplicações digitais, entre dados digitais e tráfego de serviços de qualidade de rede, consequentemente propondo uma lei para lidar com os problemas desses tópicos. 
Em 2006, Wu escreveu o The World Trade Law of Internet Filtering, que analisou a possibilidade da Organização Mundial de Comércio (OMC) estar tratando censura como uma barreira para o comércio. Em junho de 2007, quando a Google lutou contra a censura na OMC pela China, o artigo de Wu foi citado como uma boa fonte para a ideia. Em 2006 Wu foi convidado pela Comissão de Comunicação Federal dos Estados Unidos para criar o primeiro rascunho sobre regras de neutralidade de rede para as empresas AT&T e BellSouth.
Em 2007, Wu publicou um artigo propondo uma regra para redes wireless de dispositivos móveis. A lei foi aprovada pela Comissão Federal de Comunicações dos Estados Unidos, onde políticos mencionaram a importância do artigo acadêmico e suas contribuições para as leis americanas.
Em Agosto de 2007, Tim participou de uma iniciativa através do AltLaw.

## Obras Importantes
Em 2010 o livro de Wu The Master Switch: The Rise and Fall of Information Empires descreveu ciclos onde sistemas da informação se tornam consolidados e fechados ao longo do tempo, se tornando abertos após uma inovação disruptiva. O livro mostra como várias empresas tiveram esse ciclo em suas histórias, em especial a AT&T e Apple. O livro recebeu diversas nominações por revistas americanas importantes.